# Peroxisom

Peroxisom.

Peroxisomer är membranbundna organeller, som deltar i många metaboliska reaktioner. Peroxisomerna innehåller ett fyrtiotal olika enzymer, som är kopplade till fettsyrornas β-oxidation och bildningen av gallsyror. Vid oxidationen i peroxisomerna bildas väteperoxid, som är mycket giftigt för cellen.
Peroxisomerna är alltså aktiv konsument av molekylärt syre och innehåller höga koncentrationer av enzymer, bland annat katalas samt urat oxidase. Katalas är ett försvar mot de fria radikaler som är en oundviklig konsekvens av syremetabolismen.
Det är oklart varför den eukaryota cellen innehåller peroxisomer, då många av dess reaktioner även kan ske på andra platser i cellen såsom i cytosolen eller i någon annan organell. En teori är att peroxisomen tidigare under evolutionen har varit cellens huvudsakliga plats för reaktioner som involverar syrgas, men att denna roll senare har övertagits av mitokondrien.

## Funktion
Peroxisomer innehåller oxiderande enzymer, till exempel katalas. En del av enzymerna tar med hjälp av syre bort väteatomer från vissa organiska molekyler. Sådana reaktioner kallas oxidering och de här oxideringarna producerar det mycket giftiga ämnet väteperoxid (H2O2).  
{\displaystyle \mathrm {RH} _{\mathrm {2} }+\mathrm {O} _{\mathrm {2} }\rightarrow \mathrm {R} +\mathrm {H} _{2}\mathrm {O} _{2}}
Ett annat enzym i peroxisomen använder väteperoxiden till att oxidera andra molekyler, till exempel fenoler, formaldehyd och alkohol, genom peroxideringsreaktionen: 
{\displaystyle \mathrm {H} _{2}\mathrm {O} _{2}+\mathrm {R'H} _{1}2\rightarrow \mathrm {R'} +2\mathrm {H} _{2}\mathrm {O} }
På detta sätt förbrukas väteperoxiden i peroxisomen. 
Den här reaktionen är viktig i lever- och njur-celler, där peroxisomerna tar bort giftigheten från många olika substanser som kommit in i blodet. Ungefär 25% av den etanol som en människa dricker oxideras på detta sätt till acetaldehyd. När H2O2 ansamlas i cellen omvandlar enzymet katalas denna till H2O genom följande reaktion: 
{\displaystyle 2\mathrm {H} _{2}\mathrm {O} _{2}\rightarrow 2\mathrm {H} _{2}\mathrm {O} +\mathrm {O} _{2}}
En annan viktig funktion som peroxisomer har är att sönderdela mycket långa eller grenade fettsyror. 